# (2979) Murmansk
(2979) Murmansk ist ein Asteroid des äußeren Hauptgürtels, der von der ukrainisch-sowjetischen Astronomin Ljudmyla Schurawlowa am 2. Oktober 1978 am Krim-Observatorium in Nautschnyj (IAU-Code 095) entdeckt wurde. Eine unbestätigte Sichtung des Asteroiden hatte es am Krim-Observatorium in Nautschnyj unter der vorläufigen Bezeichnung 1976 HM schon am 23. April 1976 gegeben.
Der mittlere Durchmesser des Asteroiden wurde mit circa 21 km berechnet. Er hat mit einer Albedo von 0,05 eine dunkle Oberfläche.
Nach der SMASS-Klassifikation (Small Main-Belt Asteroid Spectroscopic Survey) wurde bei einer spektroskopischen Untersuchung von Gianluca Masi, Sergio Foglia und Richard P. Binzel bei (2979) Murmansk ebenfalls von einer dunklen Oberfläche ausgegangen, es könnte sich also, grob gesehen, um einen C-Asteroiden handeln.
(2979) Murmansk wurde am 13. Juli 1984 nach der Stadt Murmansk benannt.